# Gustaf Dyrsch

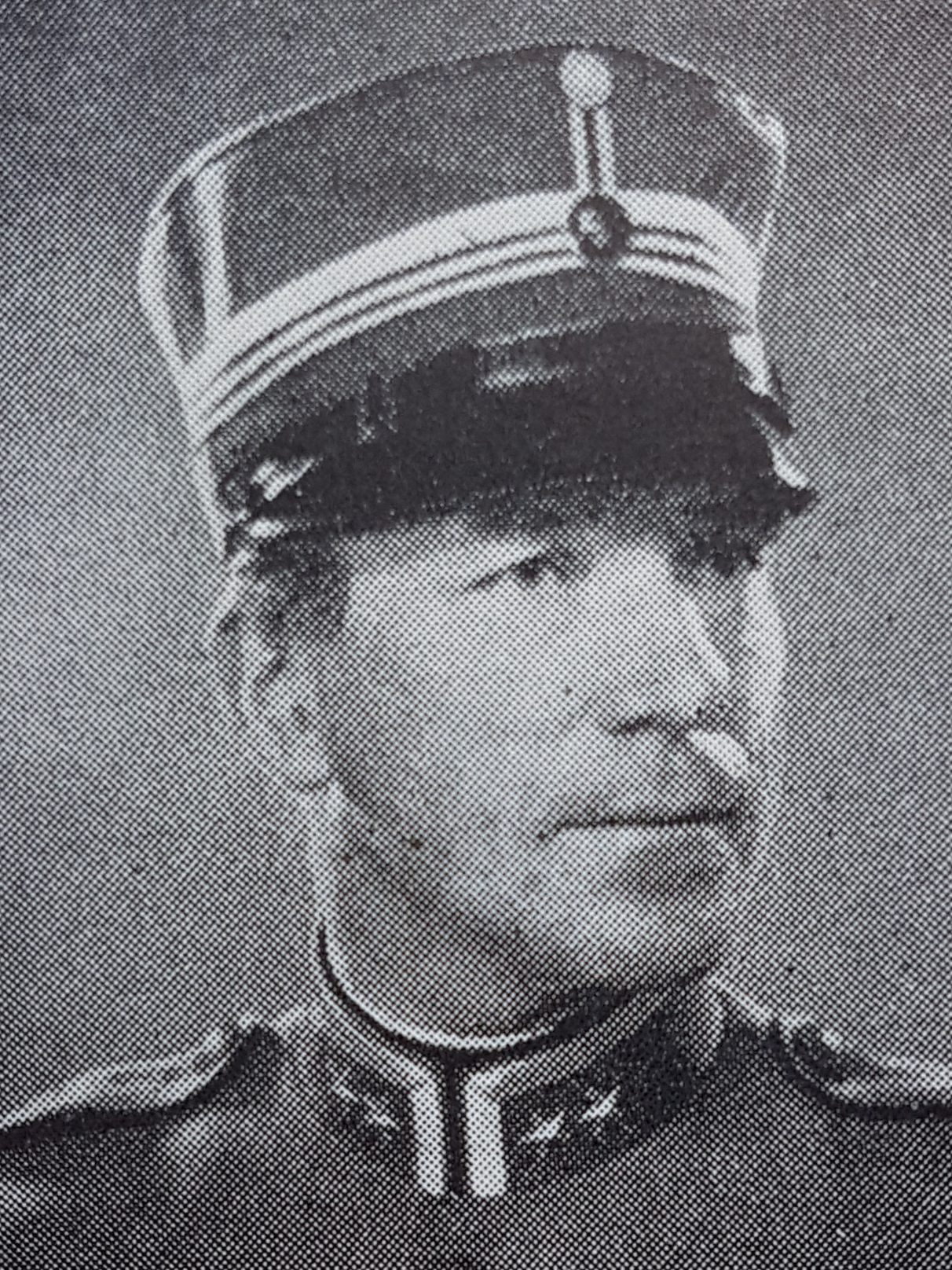
Gustaf Dyrsch

Karl Gustaf Wilhelm Dyrsch, född 28 augusti 1890 i Stockholm, död 6 maj 1974 i Sollentuna, var en svensk militär och tävlingsryttare.
Han var son till fastighetsägaren O.W. Dyrsch och hans hustru född Forsman samt från 1918 gift med Blenda Sundin. Dyrsch avlade officersexamen 1911 och utnämndes 1939 till överstelöjtnant vid Svea ingenjörkår. Han tilldelades Belgiska militärkorset av andra klassen. Han medverkade i det svenska laget med hästen Salamis vid OS 1920 i Antwerpen och var delaktig i det svenska lagguldet.
Han var riddare av Svärdsorden. Makarna Dyrsch är begravda på Norra begravningsplatsen utanför Stockholm.